# Grande Somalie

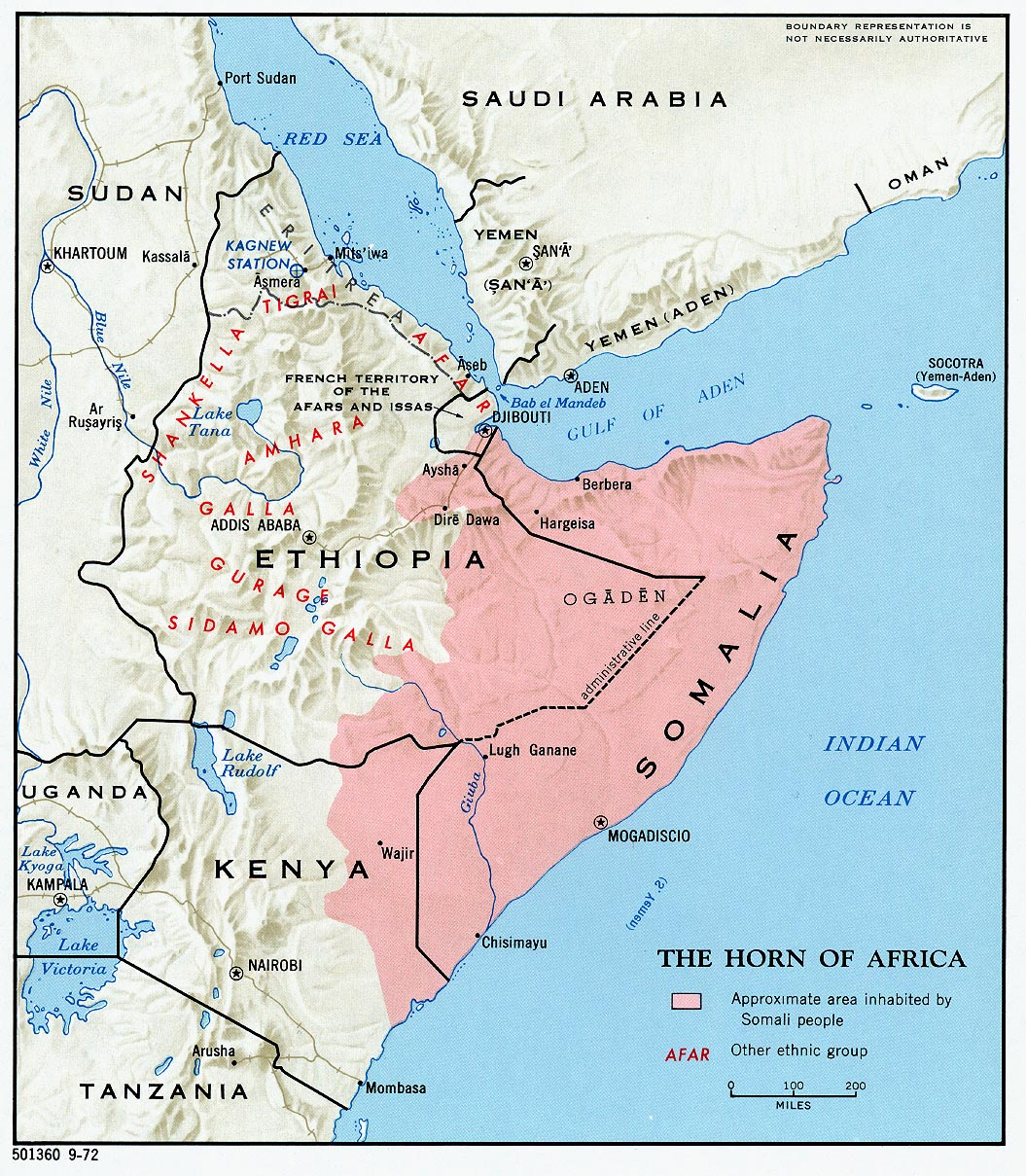
En rose les régions habitées majoritairement par les Somalis et revendiquées par la Somalie dans le concept de Grande Somalie.

La Grande Somalie (somali: Soomaaliweyn) désigne une entité territoriale qui serait constituée par le regroupement des territoires habités par les peuples qualifiés de somalis de la Corne de l'Afrique. Cette entité comprendrait la Somalie (britannique et italienne), tout ou partie de Djibouti, la région de Somali en Éthiopie et la province nord-est du Kenya.

## Concept
Le concept de « Grande Somalie » semble remonter à la fin de la Seconde Guerre mondiale, proposé par lord Ernest Bevin alors responsable du Foreign Office dans le gouvernement britannique.
La poursuite de cet objectif, inscrit dans sa constitution et symbolisé par les cinq branches de l'étoile qui orne son drapeau, a conduit la République de Somalie à affronter l'Éthiopie, en 1963 puis en 1977, et à soutenir l'insurrection durant la guerre des Shifta au Kenya.
Le courant politique demandant l'unification des Somalis en une seule nation, la « Grande Somalie », est appelé « pan-somalisme ». Le pansomalisme est une idéologie politique relevant de l'irrédentisme. Développé en réaction à la création de frontières par les puissances européennes et l'Éthiopie, le principe de « Grande Somalie » tend à regrouper les régions où vivent les somalis et les locuteurs somali. Ces populations se regroupent dans les pays de Djibouti, de l'Éthiopie et du Kénya.

## Contexte
Depuis l'ouverture du canal de Suez en 1869, les nations européennes se sont installées dans la Corne de l'Afrique. La France dans le territoire de Djibouti, le Royaume-Uni dans le Somaliland et l'Italie dans la Somalie sur les côtes longeant l'océan Indien. Le partage de l'Afrique avec le traité de Berlin en 1885 met en place des frontières effectives entre les grandes puissances de la Corne de l'Afrique qui sont : l'Empire britannique, l'Éthiopie, la France et l'Italie. Ce découpage distribue l'ethnie locale, les somalis, dans différents territoires.Les vœux pour une « Grande Somalie » commencent à être avancés par différents partis politiques comme Somalia National League (créé en 1935) ou encore Somalia Youth League (créé en 1943). En 1956 Abdullahi 'Ise considéra un pansomalisme sur la base suivante:
« The Somali form a single race, practise the same religion and speak a single language. They inhabit a vast territory which, in its turn, constitutes a well defined geographic unit. All must know that the Government of Somalia will strive its utmost with the legal and peaceful means which are its democratic prerogative to attain this end: the union of Somalis, until all Somali form a single Great Somalia. »
« Les somalis forment une race unique, pratiquent la même religion et parlent la même langue. Ils habitent dans un vaste territoire qui, quant à lui, est défini comme une unité géographique. Le gouvernement de Somalie doit faire savoir qu'il aspire par des médiums légaux et pacifiques, qui sont des prérogatives démocratiques, à atteindre cette fin : l'union des somalis, jusqu'à la formation d'une Grande Somalie,. »
De fait, c'est en 1960 avec l'indépendance de la Somalie que les considérations d'un pansomalisme sont devenus plus claires. Il s'agit en effet de surmonter les barrières claniques et les anciennes frontières coloniales. Mohamed Hassan Giasti décrit en 1961 les territoires visés en ces termes:
- La Somalie (Somalia italiana).
- Le protectorat du Somaliland.
- La Somalie française (Djibouti).
- La Somalie éthiopienne (Ogaden et Haud).
- Le North Frontier District of Kenya.

Ces cinq régions sont visibles sur chaque branches de l'étoile du drapeau somalien.

## Réactions
Ces revendications rencontrent des oppositions, notamment de l'Éthiopie. En octobre 1961, le président somalien Adan Abdoullah alors en déplacement au Ghana, émet un communiqué avec le président Ghanéen Nkrumah qui reconnaissent « le besoin impératif de restaurer les liens ethniques, culturels et économiques arbitrairement détruit par la colonisation ». Le président du Kénya Tom Mboya, en 1961, en visite à Addis-Abeba annonce qu'il s'opposera à tout référendum dans les six provinces du district du nord (Garissa, Wajir, Mandera, Moyale, Marsabit et Isiolo) où habitent près de 200 000 somalis mais aussi d'autres ethnies. Le « pansomalisme » est inscrit dans une dimension panafricaine mais contrairement à d'autres qui assument les frontières coloniales, les représentants somaliens n'envisagent pas la mise en place d'une telle union sans l'existence d'une Somalie unie. Dans la seconde moitié du XXe siècle, le « pansomalisme » est utilisé par Syaad Barré dans les guerres qui l'opposent à l'Éthiopie,. Mais les échecs de la prise de l'Ogaden affaiblissent cette idéologie, encore plus fragilisée avec les déclarations unilatérales d'indépendance du Somaliland en 1991 et du Puntland de 2004 à 2008.